# 萬年寺 (名古屋市)
萬年寺（ばんねんじ、万年寺）は、愛知県名古屋市中区大須3丁目4-41にある曹洞宗の寺院。山号は祝峰山。本尊は木造十一面観世音菩薩。萬松寺の末寺であり、もとは萬松寺の塔頭だった。道路を挟んで西側には裏門前公園がある。

## 歴史

### 創建
天文3年（1534年）3月、安井宅左衛門を開基として創建された。天文5年（1536年）4月に萬年寺という寺号を公称とした。開山は織田信秀の伯父である大雲永瑞であり、萬松寺の開山でもあった大雲永瑞は萬年寺に隠遁した。

### 清洲越し
当初は萬松寺の塔頭であり、萬松寺とともに桜町にあったが、名古屋城が築城された際に南寺町（大須）に移転した。かつてはすぐ南側に萬松寺の広大な境内が広がっていた。

### 近現代
1874年（明治7年）には大須観音の裏手に遊廓の旭廓ができるが、萬年寺の境内には遊廓の設立に寄与した中村正平（三国楼の楼主）の石碑がある。明治時代以後の所在地は矢場町三ノ切である。1915年（大正4年）から1916年（大正5年）頃の境内には、本堂、庫裏、天保年間（1830年～1844年）建立の開山堂、総門、1878年（明治11年）1月建立の吒枳尼天堂などがあった。

## 境内
- 本堂

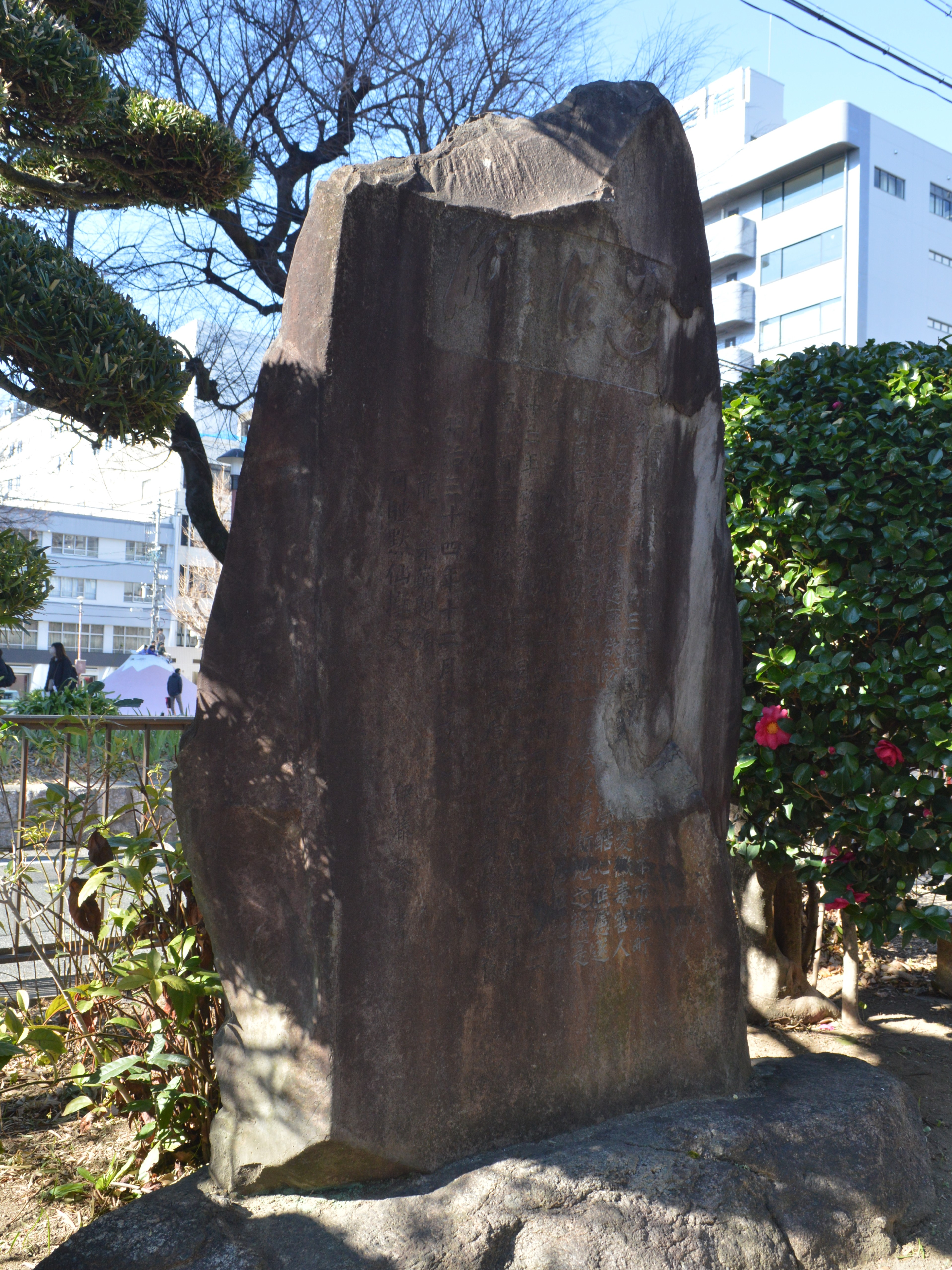
中村正平の頌徳碑
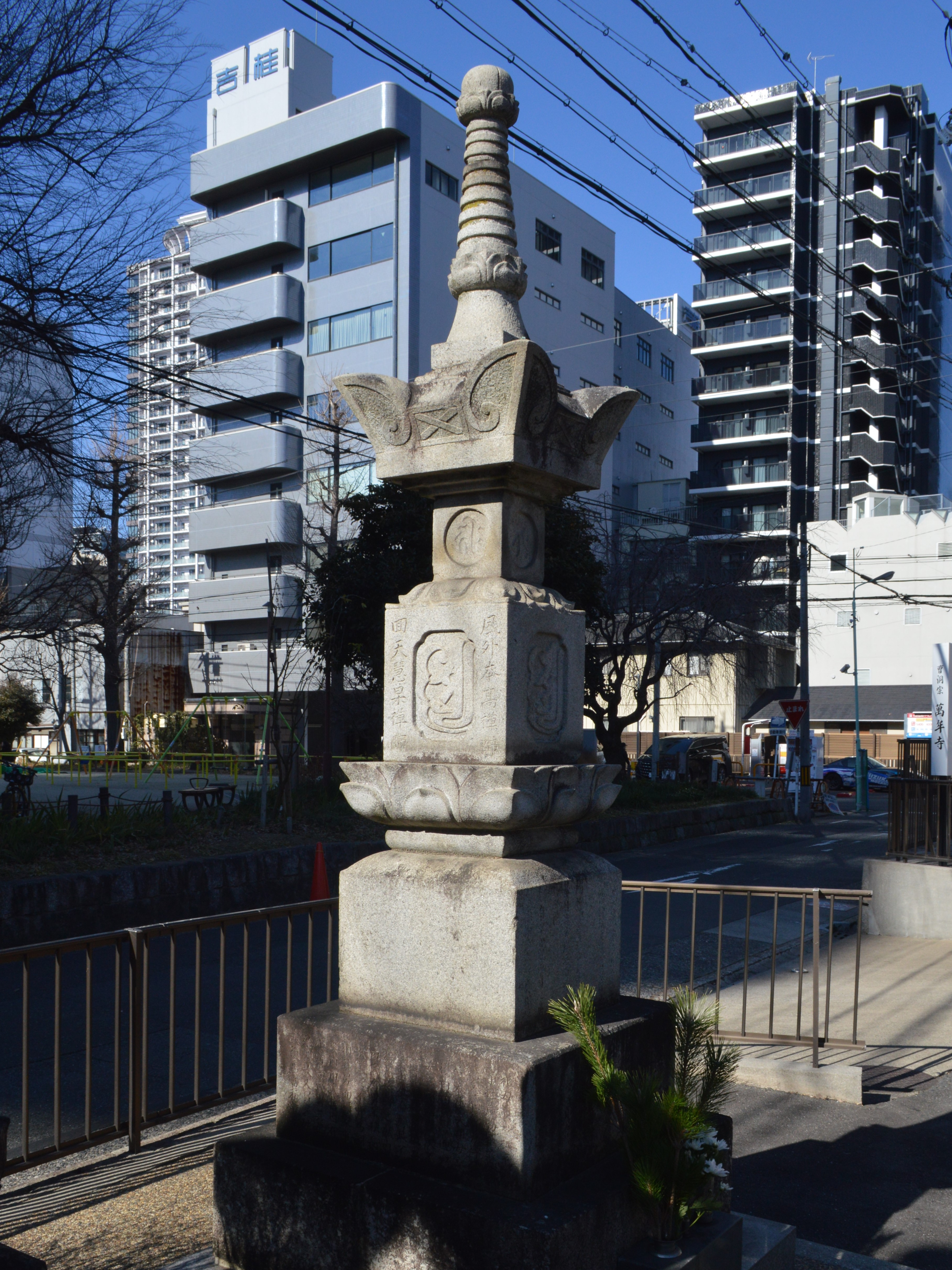
宝篋印塔
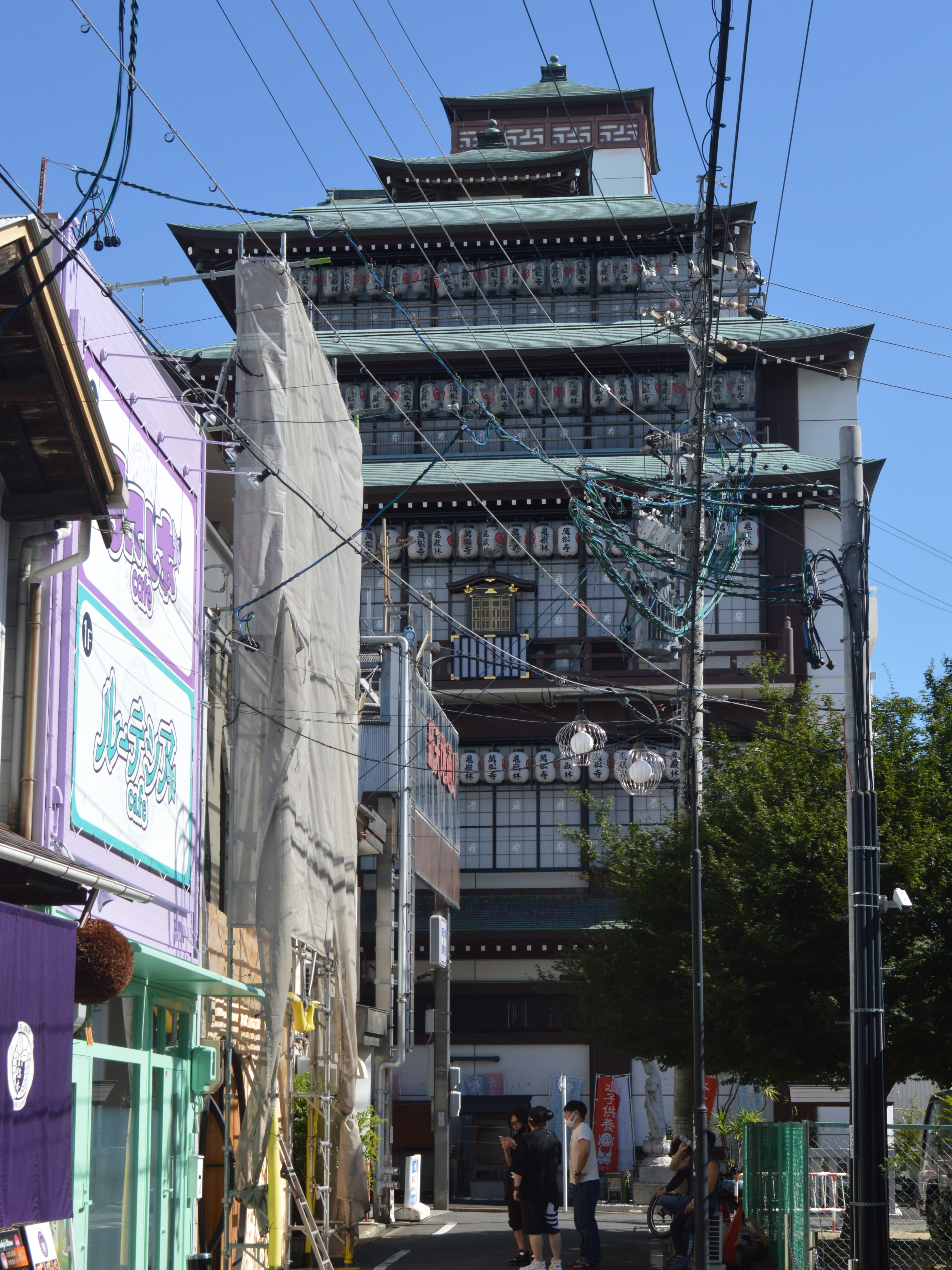
萬松寺本堂
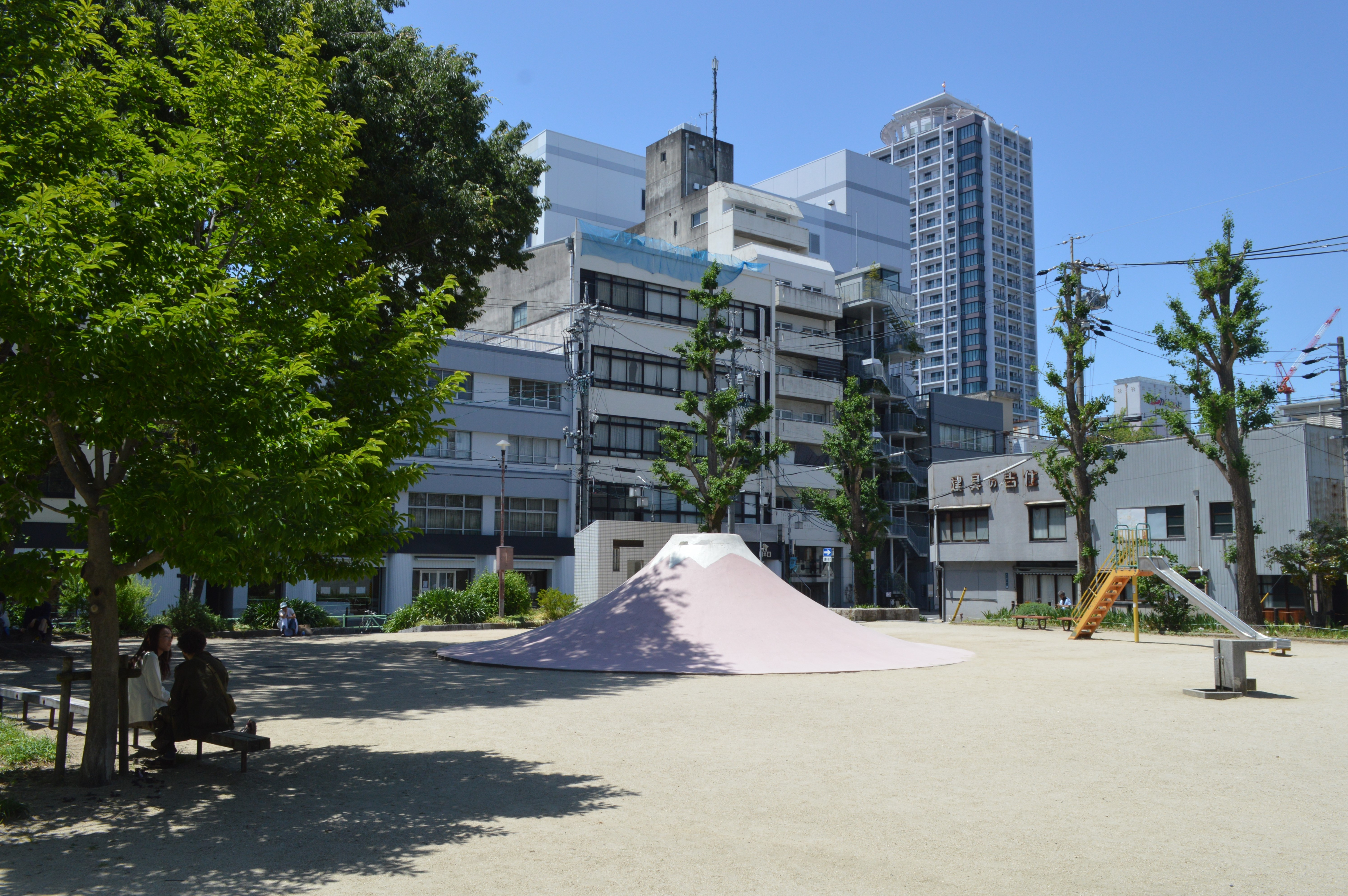
裏門前公園

- 中村正平の頌徳碑
- 宝篋印塔
- 萬松寺本堂
- 裏門前公園